# Prolaupala kaalensis
Prolaupala kaalensis är en insektsart som beskrevs av Otte, D. 1994. Prolaupala kaalensis ingår i släktet Prolaupala och familjen syrsor. Inga underarter finns listade i Catalogue of Life.